# Sorin Babii
Sorin Babii (* 14. November 1963 in Arad) ist ein ehemaliger rumänischer Sportschütze.

## Erfolge
Sorin Babii nahm an sechs Olympischen Spielen teil. 1984 belegte er in Los Angeles mit der Freien Pistole den elften Platz. Bei den Olympischen Spielen 1988 in Seoul zog er in dieser Disziplin ins Finale ein, das er mit einem neuen Olympiarekord von 660 Punkten auf dem ersten Rang beendete und somit Olympiasieger vor Ragnar Skanåker und Ihar Bassinski wurde. Auch mit der Luftpistole erreichte er das Finale, verpasste jedoch als Viertplatzierter eine weitere Medaille. Vier Jahre darauf qualifizierte er sich in Barcelona mit der Luftpistole erneut für das Finale. Hinter Wang Yifu und Sergei Pyschjanow schloss er dieses mit 684,1 Punkten auf dem Bronzerang ab. Mit der Freien Pistole wurde er unterdessen Fünfter. 1996 in Atlanta schloss er den Wettbewerb mit der Luftpistole auf Rang 26 sowie mit der Freien Pistole auf Rang 20 ab. Bei den Spielen 2000 in Sydney verpasste er als Elfter mit der Luftpistole und Neunter mit der Freien Pistole ebenso die Finals wie 2004 in Athen, als er mit der Luftpistole den 13. Platz und mit der Freien Pistole den 18. Platz belegte. Bei Weltmeisterschaften gewann er 1989 in Suhl und 1991 in Stavanger jeweils mit der Luftpistole die Bronzemedaille in der Einzelwertung.  Mit der Luftpistole und der Freien Pistole wurde er jeweils einmal im Einzel Europameister.
Nach seiner aktiven Karriere wurde er Trainer. Babii, Oberstleutnant der Reserve, ist mit Lucia Babii verheiratet, die rumänische Landesmeisterin im Sportschießen war. Die beiden haben drei Kinder. Er erhielt 2000 den Orden Für Verdienst.